# Princeton (Minnesota)
Princeton és una població dels Estats Units a l'estat de Minnesota. Segons el cens del 2000 tenia 3.933 habitants.

## Demografia
Segons el cens del 2000, Princeton tenia 3.933 habitants, 1.624 habitatges, i 998 famílies. La densitat de població era de 342,8 habitants per km².
Dels 1.624 habitatges en un 31,2% hi vivien nens de menys de 18 anys, en un 43,8% hi vivien parelles casades, en un 13,6% dones solteres, i en un 38,5% no eren unitats familiars. En el 33% dels habitatges hi vivien persones soles el 17,2% de les quals corresponia a persones de 65 anys o més que vivien soles. El nombre mitjà de persones vivint en cada habitatge era de 2,33 i el nombre mitjà de persones que vivien en cada família era de 2,95.
Per edats la població es repartia de la següent manera: un 25,4% tenia menys de 18 anys, un 9,3% entre 18 i 24, un 26,8% entre 25 i 44, un 19,2% de 45 a 60 i un 19,4% 65 anys o més.
L'edat mediana era de 37 anys. Per cada 100 dones de 18 o més anys hi havia 79,5 homes.
La renda mediana per habitatge era de 35.216 $ i la renda mediana per família de 42.558 $. Els homes tenien una renda mediana de 31.684 $ mentre que les dones 22.009 $. La renda per capita de la població era de 18.381 $. Entorn del 2,7% de les famílies i el 6,7% de la població estaven per davall del llindar de pobresa.

## Poblacions més properes
El següent diagrama mostra les poblacions més properes.